# Nové Zámky
Nové Zámky (în germană Neuhäusl sau Neuhäusel, în maghiară Érsekújvár) este un oraș în sud-vestul Slovaciei. Are 43.000 locuitori (1991). Este capitala unui district (okres).

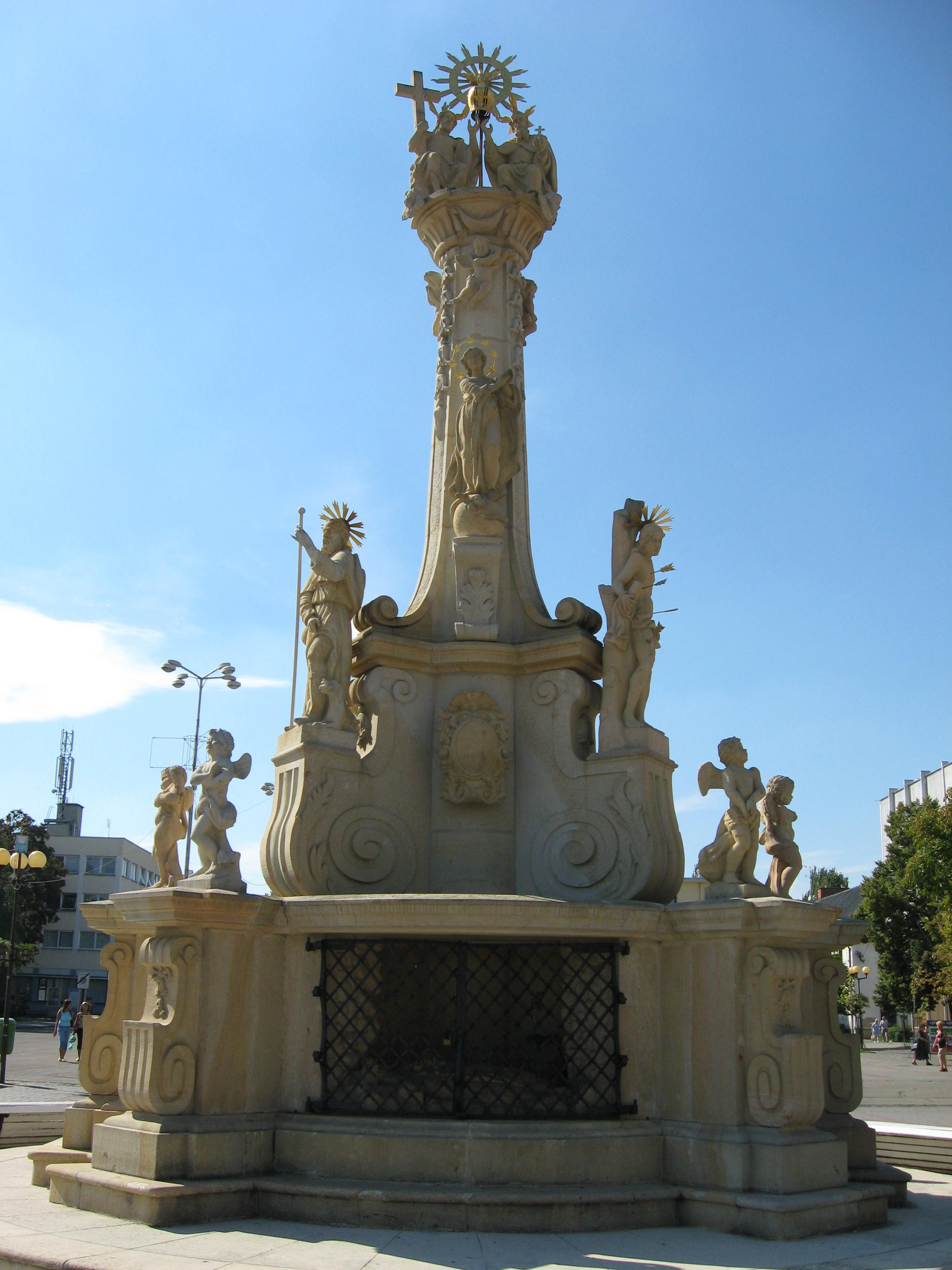
Nové Zámky – Statuia Trinitătii (sfânta Treime)

Orașul este bine cunoscut prin istoria sa faimoasă. O fortăreață anti-turcă a fost construită pe locul unei vechi așezări, între anii 1573-1581. Astăzi orașul se ridică în jurul fortăreței. Imensa nouă fortăreață era una din cele mai moderne din Europa la momentul construcției. Turcii nu au reușit să o cucerească în primele șase încercări, însă în 1663 au reușit să o facă și au făcut din ea centru al  provinciei turcești din sudul Slovaciei. În 1685 a fost cucerită de trupele imperiale ale lui Carol al V-lea de Lorena.
A jucat de asemenea un rol important în multe răscoale anti-habsburgice din secolul XVII. Împăratul a distrus fortăreața în 1724-1725 pentru a preveni viitoarele răzmerițe, care ar fi putut-o folosi ca bază. În final, în timpul celui de Al Doilea Război Mondial (1944), orașul a fost grav lovit în bombardamentele aliaților anglo-americani. Doar mici părți din fortăreață s-au conservat până astăzi.

## Demografie
| An:                | 1994   | 2004   | 2014   | 2024   |
| ------------------ | ------ | ------ | ------ | ------ |
| Număr de persoane: | 43.448 | 41.469 | 38.941 | 36.002 |
| Diferență:         |        | −4,55% | −6,09% | −7,54% |

| An:                | 2023   | 2024   |
| ------------------ | ------ | ------ |
| Număr de persoane: | 36.410 | 36.002 |
| Diferență:         |        | −1,12% |